# إيان توماس-مور
إيان توماس-مور (بالإنجليزية: Ian Thomas-Moore)‏ هو لاعب كرة قدم بريطاني في مركز الهجوم، ولد في 26 أغسطس 1976 في بيركنهيد ‏ في المملكة المتحدة. شارك مع منتخب إنجلترا تحت 18 سنة لكرة القدم ومنتخب إنجلترا تحت 21 سنة لكرة القدم. أما مع النوادي، فقد لعب مع برادفورد سيتي وستوكبورت كونتي وليدز يونايتد ونادي بيرنلي ونادي ترانمير روفرز ونادي روذرهام يونايتد ونادي هارتلبول يونايتد ونوتينغهام فورست ووست هام يونايتد.

## وصلات خارجية
- إيان توماس-مور على موقع قاعدة بيانات كرة القدم.إي يو (الإنجليزية)
- إيان توماس-مور على موقع Soccerbase.com (لاعب) (الإنجليزية)
- إيان توماس-مور على موقع عالم كرة القدم.نت (الإنجليزية)